# Frost (film)
 For alternative betydninger, se Frost (flertydig). (Se også artikler, som begynder med Frost)
Frost er en animationsfilm fra 2013 udgivet af Walt Disney Pictures. Filmen er løst baseret på H.C. Andersens eventyr Snedronningen. Filmen var en biografsucces og fik tre efterfølgere, heriblandt spillefilmen Frost 2 fra 2019. Frost vandt to Oscars og en Grammy, og den er blevet opført som en Broadway musical.
En filmatisering af H.C. Andersens eventyr har været på tegnebrættet ved Walt Disney Animation Studios siden 1937. Den endelige film fik premiere i 2013, hvor det litterære forlæg var omskrevet for at portrættere søster-solidaritet. Den danske rollebesætning består bl.a. af Kristine Yde Eriksen, Maria Lucia Rosenberg og Martin Brygmann.

## Handling
Den handler om to prinsesser, den ene, Anna, er et normalt menneske og den anden, Elsa, har magiske is-kræfter. En dag skal Elsa til kroning, men det går grueligt galt, da hun fryser hele kongeriget, Arendal.
Elsa flygter mens Anna leder efter hende og her finder Anna en mand ved navn Kristoffer som hjælper hende.

## Medvirkende
| Rolle                | Original stemme | Dansk stemme         |
| -------------------- | --------------- | -------------------- |
| Anna                 | Kristen Bell    | Kristine Yde Eriksen |
| Elsa                 | Idina Menzel    | Maria Lucia Heiberg  |
| Kristoffer           | Jonathan Groff  | Kenneth Christensen  |
| Olaf                 | Josh Gad        | Martin Brygmann      |
| Hans                 | Santino Fontana | Christian Lund       |
| Hertugen af Vesselby | Alan Tudyk      | Rasmus Botoft        |
| Oaken                | Chris Williams  | Harald Stoltenberg   |

## Musik
Sangen Lad det ske skrevet af Kristen Anderson-Lopez og Robert Lopez, vandt en Oscar for bedste sang. Den er sunget af Idina Menzel i rollen som "Snedronningen" Elsa.
Trackliste - Frost Originalt Dansk Soundtrack
- 01: Det Frosne Hjertes Slag - Cast
- 02: Skal Vi Ikke Lave en Snemand? - Kristine Yde Eriksen, Natasha Jessen, Marie Dietz
- 03: Jeg Har Ventet Alt for Længe - Kristine Yde Eriksen & Maria Lucia Rosenberg
- 04: Vi Lukker Døren Op - Kristine Yde Eriksen & Christian Lund Hansen
- 05: Lad det Ske - Maria Lucia Rosenberg
- 06: Rensdyr er Bedre End Mennesker - Kenneth M. Christensen
- 07: Til Sommer - Martin Brygmann
- 08: Jeg Har Ventet Alt for Længe (Reprise) - Kristine Yde Eriksen & Maria Lucia Rosenberg
- 09: Småskavanker - Cast
- 10: Let It Go - Demi Lovato

## Modtagelse
Filmen er den største animationsfilm nogensinde målt på indtjening, en plads den overtog fra Toy Story 3. Efter sin oprindelige tid i biograferne, rangererede den som den femte største film nogensinde med en indtjening på $1.274.219.009 på verdensplan
Filmen modtog to priser ved Oscar-uddelingen i 2014. Den vandt kategorien Best Animated Feature Film of the Year, hvor den var nomineret i selskab med Grusomme Mig 2, Croods, Ernest & Célestine, samt Hayao Miyazakis Når Vinden Rejser Sig.
I Danmark solgte filmen 563.161 biografbilletter. På baggrund af filmens succes i Danmark, blev et gratis Frost-arrangement opsat ved Gammel Torv i København i 2015. Det blev dog mødt med meget medieomtale, eftersom skuffede forældre publicerede meninger på sociale medier angående begivenhed, med en negativ diskurs.

## Udvikling

### 1937:Snedronningen
Disney har forsøgt at filmatisere H.C. Andersens eventyr siden 1937. Oprindeligt var projektet anset som en mulighed imens Disney Studios færdiggjorde Snehvide og de syv dværge. I 1940 foreslog Walt Disney til producerer fra filmselskabet Goldwyn Studio at samarbejde om en film omhandlende H.C. Andersen, der skulle være delvis 2-D animation, baseret på hans eventyr, og delvis live-action, der portrætterede hans liv. Projektet løb dog ind i problemer, som følge af produkter fra filmindustrien i USA blev radikalt ændret efter 2. verdenskrig. I 1952 lavede Goldwyn Studio en film om H.C. Andersen, instrueret af Charles Vidor, men uden Disney og uden elementer af Snedronningen. Disney havde i 1950'erne også håbet på at filmatisere Den Lille Havfrue, men både den og en potentiel filmatisering af Snedronningen blev lagt på hylden i flere årtier og blev ikke gentoptaget før efter Walt Disneys død i 1966.

### 1990-2010:Anna and the Snow Queen
Efter successen med Den Lille Havfrue i 1989, begyndte en ny filmatisering af Snedronning i slutningen af 1990’erne, men blev officielt droppet i 2002, eftersom daværende producer/instruktør Glen Keane forlod projektet og påbegyndte et animationsprojekt, der senere endte med at være To På Flugt. Andre associerede med Disney forsøgte at bringe historien til live, men alle uden succes. Efterfølgende blev projektet set som en mulig kollaboration mellem Disney og Pixar, men det blev droppet i januar 2004, da den potentielle filmatisering kom i klemme imellem fusionen af de to animations-studier.
Projektet lå stille indtil 2008, hvor Chris Buck genoplivede projektet. På daværende tidspunkt hed filmen Anna and the Snow Queen og skulle være i traditionel 2D format, trods Disneys daværende tendens til at producere 3D animation. John Lasseter, daværende direktør for Disney havde været interesseret i at filmatisere Snedronningen siden 1990’erne, hvor han overværede storyboards fra tidligere forsøg på filmatisering. Josh Gad og Megan Mullally blev castet til roller, hvoraf Mullally var den oprindelige person til at lægge stemme til Elsa. På daværende tidspunkt lå historien tæt op af H.C. Andersens forlæg, men filmskaberne vurderede at titelkarakteren ikke fungerede, hvorved projektet igen gik i hårdknude i begyndelsen af 2010.

### 2011-2013:Frozen
I december 2011, efter successen med To På Flugt, annoncerede Disney filmen Frozen, med udgivelse i november 2013. Chris Buck, der havde været associeret med projektet siden 2008, var fortsat filmens instruktør. I januar 2012 begyndte Kristen Anderson-Lopez og Robert Lopez at skrive teksterne til filmen. Oprindeligt var Snedronningen en skurk i filmen, men det blev ændret efter Disney holdet gav hinanden noter, der blandt lød på at filmens karakterer var for flade. Karakteren Anna hed oprindeligt Greta, som i det oprindelige eventyr af Andersen, og var ikke relateret til Elsa, men det blev ændret for at give filmen en dybere tematik om søskende-forhold. Samtidig var karakteren Elsa skrevet til at være skurken fra filmens begyndelse, som ville kidnappe Anna på hendes bryllupsdag. Karakteren blev også ændret efter sangen ”Let It Go” virkede for sympatisk. Gad var fortsat på rollelisten, men Mullally var blevet erstattet.

## Efterfølgere
På baggrund af filmens succes er der udgivet flere fortsættelser. I 2014 annoncerede Disney kortfilmen Frost Feber, som også skulle instrueres af Chris Buck og Jennifer Lee. Filmen blev udgivet det efterfølgende år, i forbindelse med udgivelsen af biograffilmen Cinderella. I kortfilmen medvirker sangen "I dag bliver en dejlig dag", sunget af Maria Lucia Heiberg og Kristine Yde Eriksen. Den blev udgivet på danske musiktjenester.
I 2017 udgav Disney kortfilmen Olafs Frost Eventyr, instrueret af Stevie Wermers og Kevin Deters. Filmen blev udgivet i forbindelse med biografpremieren af Coco. Filmens danske soundtrack består af otte sange, som blev udgivet på musiktjenester som led i udgivelsen af kortfilmen.

### Frost II
I 2015 blev det annonceret at en efterfølger i form af en spillefilm var sat i produktion, med Chris Buck og Jennifer Lee tilbage som instruktører. Sangskriverne Kristen Anderson-Lopez og Robert Lopez, samt komponisten Christophe Beck blev også bekræftet i at vende tilbage til efterfølgeren.
Frost 2 har amerikansk premiere i november 2019, seks år efter den oprindelige film. Den første trailer blev udgivet i februar 2019, og fik mere 100 millioner fremvisninger på diverse online medier i løbet af de første 24 timer. De første smagsprøver på det nye soundtrack blev udgivet i september det samme år, med titlerne Into the Unknown, When I Am Older og The Next Right Thing. Det blev samtidig annonceret at filmens soundtrack ville medvirke Kacey Musgraves, Weezer og Panic! at the Disco. Into the Unknown blev efterfølgende udgivet som den første single fra filmen.
Den danske udgave har premiere 25. december 2019. Filmen markerer spillefilmsdebutten for sangeren Tina Dickow, som medvirker i filmen med rollen som Iduna. På rollelisten ses også Kristine Yde Eriksen, Maria Lucia Rosenberg, Martin Brygmann, Kenneth M. Christensen, Trine Appel og Henrik Prip.